# Avior
Avior (ε Car/Epsilon Carinae) è una stella gigante arancione di magnitudine +1,86 situata nella costellazione della Carena. Dista 605 anni luce dal sistema solare, e si tratta in realtà di una stella binaria (o forse tripla), composta da una gigante arancione e da una stella bianco-azzurra di sequenza principale.

## Osservazione
Si tratta di una stella situata nell'emisfero australe. La sua posizione è fortemente australe e ciò comporta che la stella sia osservabile prevalentemente dall'emisfero sud, dove si presenta circumpolare anche da gran parte delle regioni temperate; dall'emisfero nord la sua visibilità è invece limitata alle regioni temperate inferiori e alla fascia tropicale. La sua magnitudine pari a +1,86 le consente di essere scorta con facilità anche dalle aree urbane di moderate dimensioni.
Il periodo migliore per la sua osservazione nel cielo serale ricade nei mesi compresi fra dicembre e maggio; nell'emisfero sud è visibile anche all'inizio dell'inverno, grazie alla declinazione australe della stella, mentre nell'emisfero nord può essere osservata limitatamente durante i mesi della tarda estate boreale.
La stella può essere facilmente identificata perché forma con δ Velorum, κ Velorum e ι Carinae l'asterismo della Falsa Croce, così chiamato perché rassomigliante alla Croce del Sud.

## Caratteristiche fisiche
La stella pare essere una binaria a eclisse, con un cambio di luminosità di 0,12 magnitudini ogni 2,2 anni. La stella principale è una gigante arancione di tipo spettrale K3, ed è accompagnata da una calda stella di sequenza principale di tipo B2 con temperatura superficiale di 24.000 K, molto più calda della gigante (4100 K), che però è in compenso estremamente più grande.
Separate da 0,5 secondi d'arco, che dovrebbero essere nella realtà solo 4 U.A., non è facile stabilire quale delle 2 componenti sia in realtà la più luminosa; la stella di classe B parrebbe esserlo, ma le teorie evolutive suggerirebbero il contrario, la gigante arancione dovrebbe essere la più massiccia del sistema perché invecchiata prima. Il dubbio resta, anche perché, a differenza di Algol che ha lo stesso tipo di stelle, la distanza tra le due in questo caso è troppo elevata per ipotizzare un trasferimento di massa dalla componente fredda a quella calda nel corso della loro esistenza.
Le due componenti insieme sono 6000 volte più luminose del Sole. In uno studio di Parsons del 2004 la secondaria risulterebbe a sua volta doppia, con una compagna, forse di classe F8 avente una temperatura di circa 5900 K.